# Erastria campylogramma
Erastria campylogramma is een vlinder uit de familie van de spanners (Geometridae). De wetenschappelijke naam van de soort is als Syrrhodia campylogramma voor het eerst geldig gepubliceerd in 1926 door Prout.